# Francquiho cena
Francquiho cena je belgické ocenění udělované každý rok za zásluhy ve vědních oborech zejména mladším badatelům, kterým na začátku roku ještě nebylo 50 let. Cenu založil v roce 1933 belgický cestovatel, diplomat, politik a filantrop Lucien Francqui a americký prezident Herbert Hoover.
V současnosti (2024) je dotována částkou 250 000 eur a je udělována každý rok v tříroční rotaci předmětů: exaktní vědy, společenské nebo humanitní vědy a biologické nebo lékařské vědy. 
Navržení kandidáti musí být spojeni s belgickou akademickou institucí, v případě cizince minimálně deset let. Příjemce ceny vybírá porota složená z osmi až 14 členů, z nichž žádný nesmí být spojen s belgickou institucí. Členové mezinárodní poroty hlasují tajným dopisem a laureáta, kterého doporučí, musí podpořit dvě třetiny shromážděných ředitelů nadace (při kvoru 12), jinak nebude v daném roce udělena žádná cena.
Cena má laureáta spíše povzbudit k další práci, než korunovat jeho kariéru. Příjemci jsou požádáni, aby v témže roce, kdy obdrží cenu, uspořádali mezinárodní kolokvium v příslušném oboru, které obvykle vede k mezinárodní publicitě a umožní tak širší ocenění kvality belgického univerzitního výzkumu.

## Držitelé
- 1933 Henri Pirenne
- 1934 Georges Lemaître
- 1936 Franz Cumont
- 1938 Jacques Errera
- 1940 Pierre Nolf
- 1946 François-Louis Ganshof
- 1946 Frans van den Dungen
- 1946 Marcel Florkin
- 1948 Léon H. Dupriez
- 1948 Marc de Hemptinne
- 1948 Zénon Bacq
- 1948 Pol Swings
- 1948 Jean Brachet
- 1949 Léon Rosenfeld
- 1950 Paul Harsin
- 1951 Henri Koch
- 1952 Florent Bureau
- 1953 Claire Préaux
- 1953 Etienne Lamotte
- 1954 Raymond Jeener
- 1955 Ilya Prigogine
- 1956 Louis Remacle
- 1957 Lucien Massart
- 1958 Léon van Hove
- 1959 Gérard Garitte
- 1960 Christian de Duve
- 1961 Adolphe Van Tiggelen
- 1961 Jules Duchesne
- 1962 Chaim Perelman
- 1963 Hubert Chantrenne
- 1964 Paul Ledoux
- 1965 Roland Mortier
- 1966 Henri G. Hers
- 1967 José J. Fripiat
- 1968 Jules Horrent
- 1969 Isidoor Leusen
- 1970 Radu Bălescu
- 1971 Georges Thinès
- 1972 Jean-Edouard Desmedt
- 1973 Pierre Macq
- 1974 Raoul van Caenegem
- 1975 René Thomas
- 1976 Walter Fiers
- 1977 Jacques Taminiaux
- 1978 Jacques Nihoul
- 1979 Jozef Schell
- 1980 Jozef Ĳsewĳn
- 1981 André Trouet
- 1982 François Englert
- 1983 Alexis Jacquemin
- 1984 Désiré Collen
- 1985 Amand Lucas
- 1986 Marc Wilmet
- 1987 Jacques Urbain
- 1988 Pierre van Moerbeke
- 1989 Pierre Pestieau
- 1990 Thierry Boon-Falleur
- 1991 Jean-Marie André
- 1992 Géry van Outryve d'Ydewalle
- 1993 Gilbert Vassart
- 1994 Eric G. Derouane
- 1995 Claude d'Aspremont Lynden
- 1996 Etienne Pays
- 1997 Jean-Luc Brédas
- 1998 Mathias Dewatripont
- 1999 Marc Parmentier
- 2000 Marc Henneaux
- 2000 Eric Remacle & Paul Magnette
- 2001 Philippe Van Parijs
- 2002 Peter Carmeliet
- 2003 Michel Van den Bergh
- 2004 Marie-Claire Foblets
- 2005 Dirk Inzé
- 2006 Pierre Gaspard
- 2007 François de Callataÿ
- 2008 Michel Georges
- 2009 Eric Lambin
- 2010 François Maniquet
- 2011 Pierre Vanderhaegen
- 2012 Conny Clara Aerts
- 2013 Olivier De Schutter
- 2014 Bart Lambrecht
- 2015 Stefaan Vaes
- 2016 Barbara Baert
- 2017 Steven Laureys
- 2018 Frank Verstraete
- 2019 Laurens Cherchye, Frederic Vermeulen, Bram De Rock
- 2020 Damya Laoui, Lieve Van den Block
- 2021 Michaël Gillon
- 2022 Veerle Rots
- 2023 Sarah-Maria Fendt, Philippe Lemey
- 2024 Veronique Van Speybroeck